# IDM-Saison 2010

Logo der Internationalen Deutschen Motorradmeisterschaft.

Bei der Internationalen Deutschen Motorradmeisterschaft 2010 wurden Titel in den Klassen IDM Superbike, IDM Supersport, IDM 125 und IDM Sidecar vergeben.
Bei den Superbikes wurden 16, in der 125-cm³-Klasse zwölf, in der Supersport-Klasse elf und bei den Gespannen acht Rennen ausgetragen.

## Punkteverteilung
Meister wurde derjenige Fahrer beziehungsweise der Hersteller, der bis zum Saisonende die meisten Punkte erzielt hatte. Bei der Punkteverteilung wurden die Platzierungen im Gesamtergebnis des jeweiligen Rennens berücksichtigt. Die fünfzehn erstplatzierten Fahrer jedes Rennens erhielten Punkte nach folgendem Schema:
| Punkteverteilung | Punkteverteilung | Punkteverteilung | Punkteverteilung | Punkteverteilung | Punkteverteilung | Punkteverteilung | Punkteverteilung | Punkteverteilung | Punkteverteilung | Punkteverteilung | Punkteverteilung | Punkteverteilung | Punkteverteilung | Punkteverteilung | Punkteverteilung |
| ---------------- | ---------------- | ---------------- | ---------------- | ---------------- | ---------------- | ---------------- | ---------------- | ---------------- | ---------------- | ---------------- | ---------------- | ---------------- | ---------------- | ---------------- | ---------------- |
| Platz            | 1                | 2                | 3                | 4                | 5                | 6                | 7                | 8                | 9                | 10               | 11               | 12               | 13               | 14               | 15               |
| Punkte           | 25               | 20               | 16               | 13               | 11               | 10               | 9                | 8                | 7                | 6                | 5                | 4                | 3                | 2                | 1                |

In die Wertung kamen alle erzielten Punkte.

## Superbike

### Wissenswertes
- Bekannter Neuzugang im Fahrerfeld war der 36-jährige australische Supersport-Weltmeister von 2004, Karl Muggeridge. Er wechselte ins Team Holzhauer Racing Promotion.

### Rennergebnisse
|   | Datum  | Strecke              | Pole-Position     | Lauf | Platz 1           | Platz 2           | Platz 3           | Schn. Rennrunde |
| - | ------ | -------------------- | ----------------- | ---- | ----------------- | ----------------- | ----------------- | --------------- |
| 1 | 25.04. | EuroSpeedway Lausitz | Karl Muggeridge   | 1    | Karl Muggeridge   | Gábor Rizmayer    | Barry Veneman     | Martin Bauer    |
| 1 | 25.04. | EuroSpeedway Lausitz | Karl Muggeridge   | 2    | Karl Muggeridge   | Jörg Teuchert     | Martin Bauer      | Karl Muggeridge |
| 2 | 16.05. | Oschersleben         | Jörg Teuchert     | 1    | Martin Bauer      | Jörg Teuchert     | Barry Veneman     | Martin Bauer    |
| 2 | 16.05. | Oschersleben         | Jörg Teuchert     | 2    | Jörg Teuchert     | Martin Bauer      | Karl Muggeridge   | Werner Daemen   |
| 3 | 30.05. | Nürburgring          | Werner Daemen     | 1    | Karl Muggeridge   | Werner Daemen     | Stefan Nebel      | Werner Daemen   |
| 3 | 30.05. | Nürburgring          | Werner Daemen     | 2    | Karl Muggeridge   | Werner Daemen     | Barry Veneman     | Werner Daemen   |
| 4 | 20.06. | Sachsenring          | Karl Muggeridge   | 1    | Karl Muggeridge   | Werner Daemen     | Stefan Nebel      | Werner Daemen   |
| 4 | 20.06. | Sachsenring          | Karl Muggeridge   | 2    | Martin Bauer      | Dario Giuseppetti | Werner Daemen     | Martin Bauer    |
| 5 | 04.07. | Salzburgring         | Werner Daemen     | 1    | Werner Daemen     | Karl Muggeridge   | Dario Giuseppetti | Karl Muggeridge |
| 5 | 04.07. | Salzburgring         | Werner Daemen     | 2    | Werner Daemen     | Dario Giuseppetti | Barry Veneman     | Werner Daemen   |
| 6 | 01.08. | Schleizer Dreieck    | Dario Giuseppetti | 1    | Dario Giuseppetti | Stefan Nebel      | Karl Muggeridge   | Werner Daemen   |
| 6 | 01.08. | Schleizer Dreieck    | Dario Giuseppetti | 2    | Dario Giuseppetti | Martin Bauer      | Stefan Nebel      | Werner Daemen   |
| 7 | 22.08. | Assen                | Barry Veneman     | 1    | Max Neukirchner   | Barry Veneman     | Martin Bauer      | Max Neukirchner |
| 7 | 22.08. | Assen                | Barry Veneman     | 2    | Barry Veneman     | Matěj Smrž        | Max Neukirchner   | Werner Daemen   |
| 8 | 19.09. | Hockenheimring       | Stefan Nebel      | 1    | Stefan Nebel      | Werner Daemen     | Jörg Teuchert     | Werner Daemen   |
| 8 | 19.09. | Hockenheimring       | Stefan Nebel      | 2    | Martin Bauer      | Stefan Nebel      | Matěj Smrž        | Martin Bauer    |

### Fahrerwertung
| 1  | Karl Muggeridge       | Honda CBR 1000 RR | Holzhauer Racing Promotion    | 244 |
| 2  | Werner Daemen         | BMW S 1000 RR     | alpha Technik - Van Zon - BMW | 225 |
| 3  | Martin Bauer          | KTM RC8 R         | KTM Superbike Team Germany    | 221 |
| 4  | Stefan Nebel          | KTM RC8 R         | KTM Superbike Team Germany    | 202 |
| 5  | Barry Veneman         | BMW S 1000 RR     | alpha Technik - Van Zon - BMW | 199 |
| 6  | Dario Giuseppetti     | Ducati 1098 R     | Hertrampf Racing Ducati       | 154 |
| 7  | Jörg Teuchert         | Yamaha YZF-R1     | Yamaha Motor Deutschland      | 141 |
| 8  | Roman Stamm           | Suzuki GSX-R 1000 |                               | 114 |
| 9  | Didier Van Keymeulen  | Yamaha YZF-R1     | Yamaha Motor Deutschland      | 98  |
| 10 | Matěj Smrž            | Honda CBR 1000 RR | INGHART                       | 89  |
| 11 | Gareth Jones          | Honda CBR 1000 RR | RT Motorsports Racing         | 89  |
| 12 | Ghisbert van Ginhoven | BMW S 1000 RR     | RAC Racing                    | 72  |
| 13 | Gábor Rizmayer        | Honda CBR 1000 RR | INGHART                       | 67  |
| 14 | Sascha Hommel         | Yamaha YZF-R1     | Yamaha Motor Deutschland      | 66  |
| 15 | Vesa Kallio           | KTM RC8 R         |                               | 48  |

| 16 | Andreas Meklau    | Suzuki GSX-R 1000 | Team GRANDys duo             | 35 |
| 17 | Jed Metcher       | Honda CBR 1000 RR | RT Motorsports Racing        | 35 |
| 18 | Sebastien Diss    | Kawasaki ZX-10R   | BMR-Racing Team              | 28 |
| 19 | Philipp Hafeneger | BMW S 1000 RR     | Wilbers-Witec-BMW-Racing     | 28 |
| 20 | Marc Wildisen     | Suzuki GSX-R 1000 | KRAFTWERK RACING             | 27 |
| 21 | Filip Altendorfer | BMW S 1000 RR     | Team SPORT-EVOLUTION MCA BMW | 18 |
| 22 | Hampus Johansson  | Yamaha YZF-R1     |                              | 18 |
| 23 | Steven Michels    | Suzuki GSX-R 1000 | Team Suzuki Alber-Bischoff   | 10 |
| 24 | Peter Politiek    | Suzuki GSX-R 1000 | MRTT-Hoegee Suzuki           | 8  |
| 25 | Dávid Juhász      | Suzuki GSX-R 1000 | Team Suzuki Alber-Bischoff   | 3  |
| 26 | Mark Weihe        | Honda CBR 1000 RR | Team SPORT-EVOLUTION         | 2  |
| 27 | Didier Grams      | Suzuki GSX-R 1000 | ADAC Sachsen e. V.           | 2  |
| 28 | William Hommersom | Honda CBR 1000 RR |                              | 1  |

### Konstrukteurswertung
| 1 | KTM    | 442 |
| 2 | BMW    | 441 |
| 3 | Honda  | 398 |
| 4 | Yamaha | 284 |
| 5 | Suzuki | 221 |

## Supersport

### Rennergebnisse
|   | Datum  | Strecke              | Pole-Position    | Lauf | Platz 1          | Platz 2          | Platz 3             | Schn. Rennrunde  |
| - | ------ | -------------------- | ---------------- | ---- | ---------------- | ---------------- | ------------------- | ---------------- |
| 1 | 25.04. | EuroSpeedway Lausitz | Damian Cudlin    | 1    | Damian Cudlin    | Günther Knobloch | Jesco Günther       | Günther Knobloch |
| 2 | 16.05. | Oschersleben         | Michael Ranseder | 1    | Kevin Wahr       | Günther Knobloch | Damian Cudlin       | Günther Knobloch |
| 2 | 16.05. | Oschersleben         | Michael Ranseder | 2    | Michael Ranseder | Damian Cudlin    | Günther Knobloch    | Raphaël Chèvre   |
| 3 | 30.05. | Nürburgring          | Michael Ranseder | 1    | Michael Ranseder | Günther Knobloch | Jesco Günther       | Michael Ranseder |
| 4 | 20.06. | Sachsenring          | Damian Cudlin    | 1    | Damian Cudlin    | Kevin Wahr       | Günther Knobloch    | Günther Knobloch |
| 4 | 20.06. | Sachsenring          | Damian Cudlin    | 2    | Michael Ranseder | Damian Cudlin    | Günther Knobloch    | Patrik Vostárek  |
| 5 | 04.07. | Salzburgring         | Günther Knobloch | 1    | Michael Ranseder | Damian Cudlin    | Kevin Wahr          | Damian Cudlin    |
| 5 | 04.07. | Salzburgring         | Günther Knobloch | 2    | Michael Ranseder | Damian Cudlin    | Stefan Kerschbaumer | Raphaël Chèvre   |
| 6 | 01.08. | Schleizer Dreieck    | Damian Cudlin    | 1    | Damian Cudlin    | Daniel Sutter    | Michael Ranseder    | Damian Cudlin    |
| 7 | 22.08. | Assen                | Michael Ranseder | 1    | Raymond Schouten | Michael Ranseder | Damian Cudlin       | Michael Ranseder |
| 8 | 19.09. | Hockenheimring       | Michael Ranseder | 1    | Günther Knobloch | Kevin Wahr       | Christian Kellner   | Günther Knobloch |
| 8 | 19.09. | Hockenheimring       | Michael Ranseder | 2    | Michael Ranseder | Daniel Sutter    | Kevin Wahr          | Michael Ranseder |

### Fahrerwertung
| 1  | Damian Cudlin       | Yamaha YZF-R6                    | Team MRC Austria                                   | 213 |
| 2  | Michael Ranseder    | Yamaha YZF-R6                    | Team Fritze Tuning - Lietz Sport                   | 209 |
| 3  | Günther Knobloch    | Yamaha YZF-R6                    | TECHNOGYM RACING TEAM Austria                      | 154 |
| 4  | Kevin Wahr          | Yamaha YZF-R6 / Honda CBR 600 RR | Truck-Tec Wahr Racing / Holzhauer Racing Promotion | 154 |
| 5  | Jesco Günther       | Yamaha YZF-R6                    | SKM Racing-Shell Advance                           | 102 |
| 6  | Daniel Sutter       | Kawasaki ZX-6R                   | Kawasaki Schnock Team Shell Advance                | 108 |
| 7  | Stefan Kerschbaumer | Yamaha YZF-R6                    | Racing # 53                                        | 81  |
| 8  | Christian Kellner   | Yamaha YZF-R6                    | SKM Racing-Shell Advance                           | 79  |
| 9  | Georg Fröhlich      | Honda CBR 600 RR                 | Race Point Berlin                                  | 60  |
| 10 | Roman Raschle       | Kawasaki ZX-6R                   | Kawasaki Schnock Team Shell Advance                | 56  |
| 11 | Thomas Walther      | Yamaha YZF-R6                    | ADAC Hessen Thüringen e. V.                        | 55  |
| 12 | Pascal Eckhardt     | Yamaha YZF-R6                    | SKM Racing-Shell Advance                           | 54  |
| 13 | Raymond Schouten    | Yamaha YZF-R6                    |                                                    | 45  |
| 14 | Raphaël Chèvre      | Yamaha YZF-R6                    | RRT Racing                                         | 45  |
| 15 | Tatu Lauslehto      | Triumph Daytona 675              |                                                    | 42  |
| 16 | Patrik Vostárek     | Honda CBR 600 RR                 | Yacomi Team Hanusch                                | 33  |
| 17 | Dominik Vincon      | Yamaha YZF-R6                    | DMV team romero                                    | 33  |
| 18 | Steven Michels      | Suzuki GSX-R 600                 | Team M.S.B. - Heuer BTT                            | 30  |

| 19 | David Linortner      | Yamaha YZF-R6       | TECHNOGYM RACING TEAM Austria       | 20 |
| 20 | Rico Penzkofer       | Yamaha YZF-R6       | Racing # 53                         | 17 |
| 21 | Christian von Gunten | Suzuki GSX-R 600    | TKR Suzuki Schweiz                  | 13 |
| 22 | Joop Timmer          | Yamaha YZF-R6       |                                     | 12 |
| 23 | Remo Leemann         | Kawasaki ZX-6R      | Kawasaki Schnock Team Shell Advance | 10 |
| 24 | Nina Prinz           | Kawasaki ZX-6R      | BMR-Racing Team                     | 9  |
| 25 | Yves Polzer          | Yamaha YZF-R6       | TEAM MRC AUSTRIA                    | 8  |
| 26 | Jos van der Aa       | Yamaha YZF-R6       |                                     | 8  |
| 27 | Kervin Bos           | Yamaha YZF-R6       |                                     | 6  |
| 28 | Marc Moser           | Triumph Daytona 675 | Team SPORT-EVOLUTION                | 6  |
| 29 | Michael Peh          | Yamaha YZF-R6       | Team BSR                            | 5  |
| 30 | Kevin van Leuven     | Yamaha YZF-R6       |                                     | 3  |
| 31 | Tim Böhringer        | Yamaha YZF-R6       | DMV Team Romero                     | 3  |
| 32 | Tony Covena          | Yamaha YZF-R6       |                                     | 2  |
| 33 | Florian Bauer        | Yamaha YZF-R6       | Moto Cinch-SKM Team                 | 2  |
| 34 | Meik Kevin Minnerop  | Honda CBR 600 RR    | Holzhauer Racing Promotion          | 2  |
| 35 | Dominic Mähr         | Kawasaki ZX-6R      | Team Kawasaki Mähr                  | 1  |
| 36 | Rino Caluzi          | Yamaha YZF-R6       | Grand Khaan                         | 1  |

## 125-cm³-Klasse

### Rennergebnisse
|   | Datum  | Strecke              | Pole-Position        | Lauf | Platz 1           | Platz 2           | Platz 3              | Schn. Rennrunde   |
| - | ------ | -------------------- | -------------------- | ---- | ----------------- | ----------------- | -------------------- | ----------------- |
| 1 | 25.04. | EuroSpeedway Lausitz | Damien Raemy         | 1    | Luca Grünwald     | Mathew Scholtz    | Toni Finsterbusch    | Florian Alt       |
| 1 | 25.04. | EuroSpeedway Lausitz | Damien Raemy         | 2    | Mathew Scholtz    | Toni Finsterbusch | Damien Raemy         | Luca Grünwald     |
| 2 | 16.05. | Oschersleben         | Eric Hübsch          | 1    | Luca Grünwald     | Mathew Scholtz    | Toni Finsterbusch    | Toni Finsterbusch |
| 3 | 30.05. | Nürburgring          | Luca Grünwald        | 1    | Luca Grünwald     | Damien Raemy      | Patrick Meile        | Toni Finsterbusch |
| 3 | 30.05. | Nürburgring          | Luca Grünwald        | 2    | Luca Grünwald     | Giulian Pedone    | Philipp Öttl         | Giulian Pedone    |
| 4 | 20.06. | Sachsenring          | Luca Amato           | 1    | Luca Amato        | Luca Grünwald     | Toni Finsterbusch    | Toni Finsterbusch |
| 4 | 20.06. | Sachsenring          | Luca Amato           | 2    | Mathew Scholtz    | Luca Amato        | Luca Grünwald        | Mathew Scholtz    |
| 5 | 04.07. | Salzburgring         | Daniel Kartheininger | 1    | Luca Grünwald     | Toni Finsterbusch | Daniel Kartheininger | Florian Alt       |
| 6 | 01.08. | Schleizer Dreieck    | Luca Grünwald        | 1    | Luca Grünwald     | Toni Finsterbusch | Damien Raemy         | Luca Grünwald     |
| 6 | 01.08. | Schleizer Dreieck    | Luca Grünwald        | 2    | Toni Finsterbusch | Luca Grünwald     | Marvin Fritz         | Toni Finsterbusch |
| 7 | 22.08. | Assen                | Toni Finsterbusch    | 1    | Toni Finsterbusch | Marvin Fritz      | Luca Grünwald        | Toni Finsterbusch |
| 8 | 19.09. | Hockenheimring       | Marvin Fritz         | 1    | Marvin Fritz      | Philipp Öttl      | Patrick Meile        | Marvin Fritz      |

### Fahrerwertung
| 1  | Luca Grünwald          | Seel 125       | Freudenberg Racing Team         | 235 |
| 2  | Toni Finsterbusch      | KTM GP3        | Freudenberg Racing Team         | 193 |
| 3  | Damien Raemy           | KTM FFR 125    | Team HP-Moto                    | 138 |
| 4  | Philipp Öttl           | KTM FFR 125    | Team HP-Moto                    | 133 |
| 5  | Mathew Scholtz         | Aprilia RS 125 | RZT Racing                      | 114 |
| 6  | Marvin Fritz           | Honda RS 125   | LHF Projekt Racing              | 106 |
| 7  | Patrick Meile          | Aprilia RS 125 | Albatros Racing Team            | 91  |
| 8  | Daniel Kartheininger   | KTM RS 125     | Freudenberg Racing Team         | 89  |
| 9  | Florian Alt            | Aprilia RS 125 | ADAC Nordrhein Sport-Team e. V. | 84  |
| 10 | Giulian Pedone         | Aprilia RS 125 | RZT Racing                      | 78  |
| 11 | Luca Amato             | Aprilia RS 125 | Racing Team Germany             | 67  |
| 12 | Eric Hübsch            | KTM GP3        | Freudenberg Racing Team         | 57  |
| 13 | Jakub Jantulik         | Aprilia RS 125 |                                 | 52  |
| 14 | Alexander Kristiansson | Honda RS 125   |                                 | 40  |
| 15 | Ernst Dubbink          | Honda RS 125   |                                 | 36  |

| 16 | Bryan Schouten       | Honda RS 125   | Dutch Racing Team            | 33 |
| 17 | Felix Forstenhäusler | Honda RS 125   | ADAC Württemberg e. V.       | 32 |
| 18 | Michael Ecklmaier    | Honda RS 125   |                              | 17 |
| 19 | Lukas Trautmann      | Honda RS 125   |                              | 16 |
| 20 | Pepijn Bijsterbosch  | Seel Honda 125 |                              | 11 |
| 21 | Jack Miller          | Honda RS 125   |                              | 10 |
| 22 | Marcel Weihe         | Honda RS 125   | Selecta Racing               | 8  |
| 23 | Kevin Hanus          | Honda RS 125   | Thomas Sabo Team Hanusch     | 8  |
| 24 | Frank van den Dragt  | Honda RS 125   |                              | 7  |
| 25 | Joel Bigler          | Seel 125       | Freudenberg Racing Team      | 6  |
| 26 | Eeki Kuparinen       | Honda RS 125   |                              | 5  |
| 27 | Robin Mulhauser      | Honda RS 125   | RRT Racing                   | 4  |
| 28 | Roy Pouw             | Aprilia RS 125 |                              | 4  |
| 29 | Karel Hanika         | Honda RS 125   | AMK BRNO Circuit Junior Team | 4  |
| 30 | Thomas van Leeuwen   | EvL 125        |                              | 2  |

## Gespanne

### Rennergebnisse
|   | Datum  | Strecke              | Pole-Position                   | Platz 1                         | Platz 2                        | Platz 3                          | Schn. Rennrunde                 |
| - | ------ | -------------------- | ------------------------------- | ------------------------------- | ------------------------------ | -------------------------------- | ------------------------------- |
| 1 | 25.04. | EuroSpeedway Lausitz | Kurt Hock / Enrico Becker       | Kurt Hock / Enrico Becker       | Pekka Päivärinta / Adolf Hänni | Markus Schlosser / Thomas Hofer  | Pekka Päivärinta / Adolf Hänni  |
| 2 | 16.05. | Oschersleben         | Pekka Päivärinta / Adolf Hänni  | Markus Schlosser / Thomas Hofer | Pekka Päivärinta / Adolf Hänni | Robert Zimmermann / Maik Ziegler | Markus Schlosser / Thomas Hofer |
| 3 | 30.05. | Nürburgring          | Pekka Päivärinta / Adolf Hänni  | Pekka Päivärinta / Adolf Hänni  | Kurt Hock / Michael Hildebrand | Markus Schlosser / Thomas Hofer  | Kurt Hock / Michael Hildebrand  |
| 4 | 20.06. | Sachsenring          | Markus Schlosser / Thomas Hofer | Markus Schlosser / Thomas Hofer | Kurt Hock / Michael Hildebrand | Mike Roscher / Andy Wolfram      | Markus Schlosser / Thomas Hofer |
| 5 | 04.07. | Salzburgring         | Pekka Päivärinta / Adolf Hänni  | Markus Schlosser / Thomas Hofer | Pekka Päivärinta / Adolf Hänni | Kurt Hock / Michael Hildebrand   | Markus Schlosser / Thomas Hofer |
| 6 | 01.08. | Schleizer Dreieck    | Markus Schlosser / Thomas Hofer | Markus Schlosser / Thomas Hofer | Kurt Hock / Enrico Becker      | Robert Zimmermann / Maik Ziegler | Markus Schlosser / Thomas Hofer |
| 7 | 22.08. | Assen                | Markus Schlosser / Thomas Hofer | Markus Schlosser / Thomas Hofer | Pekka Päivärinta / Adolf Hänni | Ben Birchall / Tom Birchall      | Markus Schlosser / Thomas Hofer |
| 8 | 19.09. | Hockenheimring       | Pekka Päivärinta / Adolf Hänni  | Markus Schlosser / Thomas Hofer | Pekka Päivärinta / Adolf Hänni | Kurt Hock / Enrico Becker        | Markus Schlosser / Thomas Hofer |

### Fahrerwertung
| 1  | Markus Schlosser   | Thomas Hofer                                         | LCR-Suzuki    |                             | 182 |
| 2  | Kurt Hock          | Enrico Becker bzw. Michael Hildebrand                | LCR-Suzuki    | Prof. Dr. Sallmon GmbH      | 133 |
| 3  | Pekka Päivärinta   | Adolf Hänni                                          | LCR-Suzuki    | Team Suzuki Finland         | 125 |
| 4  | Robert Zimmermann  | Maik Ziegler                                         | LCR-Suzuki    |                             | 88  |
| 5  | Uwe Gürck          | Manuel Eckert bzw. Peter Hill                        | LCR-Suzuki    | MSC Calw e. V. im ADAC      | 67  |
| 6  | Stefan Kiser       | Helmut Engelmann                                     | LCR-Suzuki    |                             | 64  |
| 7  | Jakob Rutz         | Ueli Wäfler bzw. Rita Aeberli                        | LCR-Yamaha    |                             | 63  |
| 8  | André Kretzer      | Adrian Kretzer                                       | Hock-Eigenbau | Team DMV                    | 56  |
| 9  | Peter Schröder     | Anna Burkard                                         | LCR-Suzuki    |                             | 48  |
| 10 | Olivier Purtschert | Priska Müri bzw. Priska Purtschert                   | LCR-Suzuki    | Kraftwerk Racing            | 46  |
| 11 | Wolfram Centner    | Mike Helbig bzw. Axel Kölsch                         | LCR-Suzuki    | ADAC Sachsen e. V.          | 44  |
| 12 | Mike Roscher       | Andy Wolfram bzw. Jarno van Lith                     | LCR-BMW       | ADAC Hessen-Thüringen e. V. | 42  |
| 13 | Thilo Wotzka       | Lucas Bernhardt bzw. Germar Seubert bzw. Knut Wasiak | LCR-Yamaha    |                             | 34  |
| 14 | Dieter Eilers      | Achim Freund                                         | LCR-Suzuki    |                             | 29  |
| 15 | Christian Ruppert  | Ursula Ruppert bzw. Lucas Bernhardt                  | LCR-Yamaha    |                             | 23  |
| 16 | Alfons Steffes     | Jerry Walker                                         | LCR-Suzuki    |                             | 12  |
| 17 | Chris Baert        | Jens Wasiak                                          | RCN-Suzuki    |                             | 11  |

## Rahmenrennen
- Im Rahmen der Internationalen Deutschen Motorradmeisterschaft 2010 fanden acht Rennen zum Yamaha R6-Dunlop Cup und sieben Rennen zum ADAC Junior Cup statt.